# Smicridea salta
Smicridea salta is een schietmot uit de familie Hydropsychidae. De soort komt voor in het Nearctisch gebied.